# Live from Atlanta
| Críticas profissionais | Críticas profissionais |
| Avaliações da crítica  | Avaliações da crítica  |
| Fonte                  | Avaliação              |
| ---------------------- | ---------------------- |
| allmusic               | (sem avaliação) link   |
| Jesus Freak Hideout    | link                   |

Live from Atlanta é o primeiro álbum ao vivo da banda Casting Crowns, lançado em 14 de setembro de 2004.

## Faixas
Disco 1 (CD)
1. "If We Are the Body" — 4:09
2. "Who Am I" — 5:29
3. "Voice of Truth" — 4:14
4. "Here I Go Again" — 4:55
5. "American Dream" — 4:44

Disco 2 (DVD)
1. "If We Are the Body" — 4:09
2. "Who Am I" — 5:29
3. "Voice of Truth" — 4:14
4. "Here I Go Again" — 4:55
5. "American Dream" — 4:44
6. "Beautiful Savior" — 5:59

## Desempenho nas paradas musicais
| Parada musical (2004)                 | Posição |
| ------------------------------------- | ------- |
| Estados Unidos - Top Christian Albums | 16      |